# Anita Włodarczyk
Anita Włodarczyk (Rawicz, 8 agosto 1985) è una martellista polacca, tre volte campionessa olimpica e detentrice del record mondiale della specialità con la misura di 82,98 m.

## Record nazionali
Seniores
- Lancio del martello: 82,98 m ( Varsavia, 28 agosto 2016)

## Palmarès
| Anno | Manifestazione           | Sede           | Evento              | Risultato | Prestazione | Note                                     |
| ---- | ------------------------ | -------------- | ------------------- | --------- | ----------- | ---------------------------------------- |
| 2007 | Europei U23              | Debrecen       | Lancio del martello | 9ª        | 63,74 m     |                                          |
| 2008 | Giochi olimpici          | Pechino        | Lancio del martello | 4ª        | 71,56 m     |                                          |
| 2009 | Mondiali                 | Berlino        | Lancio del martello | Oro       | 77,96 m     | Record mondiale · Record dei campionati  |
| 2010 | Europei                  | Barcellona     | Lancio del martello | Bronzo    | 73,56 m     |                                          |
| 2011 | Mondiali                 | Taegu          | Lancio del martello | 5ª        | 73,56 m     | Miglior prestazione personale stagionale |
| 2012 | Europei                  | Helsinki       | Lancio del martello | Oro       | 74,29 m     |                                          |
| 2012 | Giochi olimpici          | Londra         | Lancio del martello | Oro       | 77,60 m     |                                          |
| 2013 | Mondiali                 | Mosca          | Lancio del martello | Oro       | 78,46 m     | Record nazionale                         |
| 2013 | Giochi della Francofonia | Nizza          | Lancio del martello | Oro       | 75,62 m     | Record dei Giochi                        |
| 2014 | Europei                  | Zurigo         | Lancio del martello | Oro       | 78,76 m     | Record dei campionati · Record nazionale |
| 2015 | Mondiali                 | Pechino        | Lancio del martello | Oro       | 80,85 m     | Record dei campionati                    |
| 2016 | Europei                  | Amsterdam      | Lancio del martello | Oro       | 78,14 m     |                                          |
| 2016 | Giochi olimpici          | Rio de Janeiro | Lancio del martello | Oro       | 82,29 m     | Record mondiale · Record dei campionati  |
| 2017 | Mondiali                 | Londra         | Lancio del martello | Oro       | 77,90 m     |                                          |
| 2018 | Europei                  | Berlino        | Lancio del martello | Oro       | 78,94 m     | Record dei campionati                    |
| 2021 | Giochi olimpici          | Tokyo          | Lancio del martello | Oro       | 78,48 m     | Miglior prestazione personale stagionale |
| 2023 | Mondiali                 | Budapest       | Lancio del martello | 13ª (q)   | 71,17 m     |                                          |
| 2024 | Europei                  | Roma           | Lancio del martello | Argento   | 72,92 m     | Miglior prestazione personale stagionale |
| 2024 | Giochi olimpici          | Parigi         | Lancio del martello | 4ª        | 74,23 m     | Miglior prestazione personale stagionale |

## Altre competizioni internazionali
2014
- Oro in Coppa continentale ( Marrakech), lancio del martello - 75,21 m

2018
- Argento in Coppa continentale ( Ostrava), lancio del martello - 73,45 m

2021
- Argento in Coppa Europa di lanci ( Spalato), lancio del martello - 72,37 m

2025
- Oro ai Campionati europei a squadre di atletica leggera ( Madrid), lancio del martello - 73,34 m